# Spumellaria
Spumellaria são um grupo de radiozoos que podem ser unicelulares solitários ou coloniais e são de habitate marinho. A cápsula central, que costuma ser esférica, apresenta pequenos poros circulares distribuídos uniformemente pela parede capsular. Alguns membros carecem de esqueleto mas outros apresentam um esqueleto com simetria radial, isto é, de forma esférica ou derivada desta, como torques, discoidales, triaxónicos, quadrangulares, etc. É frequente que o esqueleto esteja formado por várias capas concêntricas, unidas por barras radiais.